# Нейрула

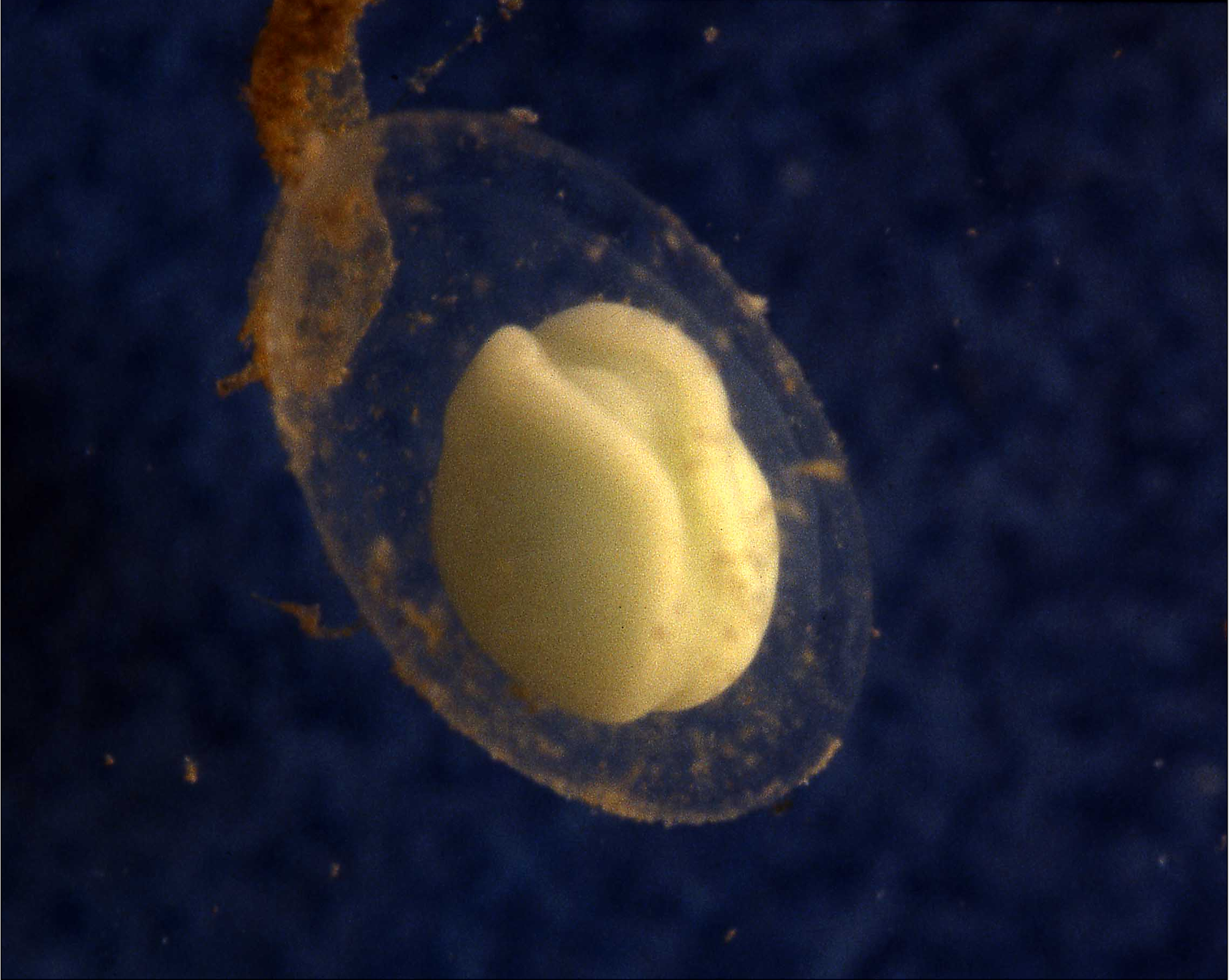
Нейрула мармурового тритона.

Не́йрула (від грец. néuron — нерв) — одна із стадій зародокового розвитку хордових тварин, включаючи людину. Наступає після стадії гаструли.
На стадії нейрули відбувається утворення нервової пластинки і її замикання у нервову трубку.

## Нейруляція
Рання нейрула утворюється у результаті гаструляції і являє собою тришаровий зародок, з шарів якого починають утворюватися внутрішні органи.
- Ектодерма утворює нервову пластинку і покривний епітелій.
- Мезодерма утворює зачаток хорди.
- Ентодерма підростає до спинної сторони зародка і, оточуючи гастроцель, утворює кишку.

Середня нейрула утворюється під час нейруляції при змиканні нервових валиків.
У кінцевій стадії нейруляції (пізня нейрула) у зародка можна розрізнити передній і задній відділи тіла